# تراکم (فیزیک)

تراکم تک‌محوری

در فیزیک است که به کاهش حجم ماده بر اثر فشار اشاره دارد. نیروهایی که باعث تراکم می‌شوند در خلاف جهت هم و مجموع خالصشان صفر است. تراکم تک‌محوری تراکمی است که در آن نیروهای تراکمی تنها در راستای یک محور وارد می‌شوند به طوری که اثر تراکم به صورت کاهش طول در راستای همان محور نمایان می‌شود. تراکم همچنین می‌تواند دومحوری (در راستای کاهش مساحت) یا حجمی باشد.